# Ассимиляция талышей
Ассимиляция талышей — один из пропагандистских нарративов, созданный властями Азербайджанской ССР и советскими этнографами, утверждающий о якобы полной и добровольной ассимиляции талышей в азербайджанцев в советском Азербайджане. Нарратив был создан для оправдания ассимиляционной политики руководства Азербайджанской ССР по отношению к талышскому народу и распространялся при помощи различных средств, включая энциклопедии, карты и учебники. Подобная политика также проводилась в отношении татов, грузин-ингилойцев и других народов Азербайджанской ССР.
«Freedom House» в своем отчете за 2024 год отмечает, что политическая система Азербайджана сосредоточенная в руках Ильхама Алиева, не позволяет меньшинств независимо организовываться или отстаивать свои интересы. Нет никаких значимых механизмов для содействия расширению представительств этнических или религиозных меньшинств. За прошедший год правительство Азербайджана работало над подавлением публичных проявлений этнической идентичности талышей и лезгин

## Предыстория
Талышская идентичность усиленно подавлялась в советские времена. В начале советского периода существовали талышские средние школы, газета под названием «Красный Талыш» и книги на талышском языке.
Однако, как пишет немецкий исследователь Йорг Баберовски, только знание тюркского или русского языка обеспечивало этническим меньшинствам Азербайджанской ССР возможности развития и мобильность на территории республики. В конце 20-х гг. талыши Азербайджанской ССР, равно как и курды и таты республики, учились у тюрков или своих «соотечественников», способных изъясняться только на тюркском языке. По словам Баберовски, талыши наряду с татами и курдами сопротивлялись коренизации, в результате которой они больше потеряли, чем приобрели. Как отмечает Баберовски, в марте 1927 года член Совета национальностей ЦИК СССР Алигейдар Караев информировал ЦК АзКП о том, что талышское население хочет изучать «тюркский язык и обучать детей своих на тюркском». В связи с этим в начале 1928 года Наркомпрос Азербайджана принял решение «тюркизировать» талышские школы, а самих талышей ждала ассимиляция.
После пленума ЦК, состоявшегося 6 июня 1937 г. накануне XIII съезда Компартии Азербайджана, где обсуждался вопрос о содержании предстоящего отчета ЦК съезду в числе других был затронут вопрос об очищении азербайджанского языка. Один из участников обсуждения заговорил о необходимости «очищения татского языка». На что Мирджафар Багиров сказал — «Я думаю, пора перейти от татского, курдского, талышского языков к азербайджанскому языку. Наркомпрос должен проявить инициативу, все они азербайджанцы.»
После данного пленума было принято решение от отхода обучения на иных языках и перехода на азербайджанский язык, были закрыты школы на талышском языке, прекращены периодические издания, а талышские ученые и общественные деятели (Ахмедзаде З., Насирли М. и др.) подверглись репрессиям. Как указывает Б. В. Миллер, «выяснилась малая практическая полезность для самих же талышей этого начинания». Однако это не объясняет столь жестокие репресии в отношении всей талышской интеллигенции того периода. С тех пор талышская идентичность перестала отражаться в официальной статистике, талышам предписывалось идентифицировать себя с азербайджанцами.

## Ход событий
В советское время талыши, как и многие другие мусульманские и иранские народы Азербайджанской ССР, были подвергнуты властями усиленной ассимиляции (азербайджанизации/тюркизации). Талышская идентичность в советские времена, по мнению исследователей, усиленно подавлялась.
Согласно переписи 1939 года в Азербайджанской ССР насчитывалось 87 510 талышей. Таким образом, талыши являлись пятой по численности национальностью в Азербайджане (после азербайджанцев, русских, армян и лезгин), будучи одним из самых крупных этнических меньшинств республики. Однако перепись 1959 года насчитала в Азербайджане всего 85 человек талышской национальности. Официальное объяснение властей практически полного «исчезновения» талышей в этой переписи заключалось в том, что «талыши добровольно и массово определяли себя как азербайджанцев» перед переписчиками. В своей книге Криста Гофф показывает, приводя документальные свидетельства, что московское Центральное статистическое управление имело планы включить категорию талышской национальности в перепись 1959 года, но эта категория была исключена в процессе сбора и подготовки отчётности переписи в самом Азербайджане.
Руководство Азербайджанской ССР, по мнению Кристы Гофф, использовало данные переписи населения в советской этнографии, создавая нарратив о «полностью добровольной и естественной ассимиляции» талышского народа. Последовало продуцирование большого количества этнографического, лингвистического, историко-географического и прочего материала, развивавшего и воспроизводившего нарративы, призванные, по словам Гофф, оправдывать национальное «стирание» талышей и укреплять официальный миф об их «добровольной ассимиляции». Советские этнографы, описывающие произошедшее с талышами, акцентировали их общие черты в культуре и быте с азербайджанцами и представляли «ассимиляцию» ираноязычных талышей тюркоязычными азербайджанцами «впечатляющим достижением» советского государства, «этноисторическим прогрессом». Так, например, Большая советская энциклопедия начала гласить, что «в СССР талыши почти слились с азербайджанцами, которым очень близки по материальной и духовной культуре, поэтому не выделены в переписи 1970». По мнению исследователей, «стирание» талышей из переписей, как и некоторых других народов, было одним из основных способов увеличения «титульного» азербайджанского большинства в республике и её гомогенизации.
Эта ассимиляционная политика оказывала большое социальное, политическое и экономическое давление на талышей и на их повседневную жизнь, стимулируя их к «слиянию» с титульной азербайджанской нацией. Так, например, талыши не могли зарегистрироваться как представители талышской национальности в официальных документах, а родители не могли записать своих детей в школы с преподаванием на талышском языке. Некоторые талыши ходатайствовали перед властями о своих правах быть идентифицированными как талыши в государственных документах, но все эти просьбы властями отклонялись до 1989 года. Другие же, не находя иного выхода, принимали азербайджанскую идентификацию, чтобы избежать дискриминации в повседневной жизни, например, при приёме на работу. Криста Гофф также приводит истории талышей, которые признавались, что из-за стигматизации их национальности, отсутствия школ, книг и других ресурсов у талышей Азербайджана, а также отсутствия каких-либо преференций быть талышом, они предпочитали азербайджанскую самоидентификацию и азербайджанский язык, даже боясь, что их дети могут столкнуться с дискриминацией, если будут говорить по-азербайджански с талышским акцентом. Представители талышского народа часто усваивали эти ассимиляционные нарративы о самих себе, которые им рассказывали и которые они находили в энциклопедиях, статьях и прочем печатном материале.
С 1960 по 1989 годы талыши не включались в переписи в качестве отдельной этнической группы, поскольку считались частью азербайджанцев (азербайджанских тюрок).
В 1978 году в Центральное статистическое управление в Москве и в газету «Правда» обратилась часть талышей с коллективными жалобами о том, что переписчики отказываются регистрировать их в качестве талышей при предстоящей переписи 1979 года. На что им последовало ответное письмо от начальника Отдела управления всесоюзной переписи А. А. Исупова, со словами о том, что категория талышской национальности не будет включена в перепись, потому как, писал Исупов, ссылаясь на этнографический отчёт об ассимиляции талышей, талыши теперь азербайджанцы.
В своей книге Криста Гофф приводит интервью с талышами: «Во время этих переписей [с 1959 по 1979 год] нас никто не спрашивал ни о нашей национальности, ни о самоидентификации. Счётчики сидели в районной или сельской конторе и заранее заполняли национальный состав населения по приказу сверху. Затем они просили нас заполнять другие строки». Также респонденты делились с Гофф историями о том, как переписчики записывали их в «азербайджанцы», когда они они представлялись талышами, и отрицали само существование талышской национальности; кроме того, при сборе информации для переписи работники избегали категорий родного языка и национальности. В ходе подготовки материалов к переписи населения 1970 года некоторые этнографы и картографы в Москве выразили сомнения относительно данных переписей, заявляя, что ответственные за переписи азербайджанские органы искусственно ассимилировали талышей и «представляют свой регион как более этнически однородный, а азербайджанскую нацию более консолидированной», чем в действительности.
Согласно Гофф, чтобы оправдать ассимиляционную политику относительно нетитульных меньшинств, азербайджанские чиновники и учёные с 1950-х годов всё чаще начали говорить про «якобы древнее местное происхождение азербайджанской нации», включая меньшинства, в том числе талышей, в её историю. Таким образом, подчёркивая, что талыши и другие народы Азербайджанской ССР «произошли от того же древнего населения», что и азербайджанцы (азербайджанские тюрки), они, по словам Гофф, пытались выдать формирование тюркоцентристского советского азербайджанского народа за «естественный многовековой процесс, а не результат насильственной ассимиляции, как утверждали некоторые меньшинства».
Анализируя данные переписи населения 1959 г., С. И. Брук и В. И. Козлов подчеркнули, «что же касается талышей и припамирских народов (ваханцев, шугнанцев, рушанцев и др.), то объяснить их исчезновение в переписных листах нельзя ни консолидацией (они включены в состав народа, отличающегося от них по языку и культуре), ни ассимиляцией, для столь сильного и быстрого развития которой не было достаточных объективных причин. Ассимиляция обычно начинается с перемены языка, а между тем припамирские народы и значительная часть талышей даже по данным переписи 1959 г. сохранили свои родные языки».
Лишь в 1989 году талышская национальность была возвращена в переписи, сразу насчитав 21 196 талышей.

## Стирание различий
Согласно Гофф, важную роль в ассимиляционной политике СССР по отношению к таким народам, как например талыши, играло «стирание различий». Советские этнографы, документировавшие искусственные ассимиляции, по типу талышской, писали про общность культуры и быта малых народов с «ассимилирующими» их большими, титульными национальностями. Они подчёркивали общие «традиции и черты» быта у этих разрозненных народов. Для описания происходящего они использовали термины «сближение» и «слияние».

## Примеры ассимиляционной риторики
«Талыши в переписи 1959 г. и по следующих переписях назвали родным языком азербайджанский, а себя азербайджанцами. Однако часть талышей продолжала считал своим родным языком талышский».
В этнической карте Закавказья в книге «Народы Кавказа» серии «Народы мира. Этнографические очерки», талыши выделены в иранскую группу, и единственные из данной группы отмечены этнографической группой азербайджанского народа.
Сергей Александрович Токарев в своих трудах пишет: Национальное самосознание у талышей двойственное:в равнинных местностях они в значительной мере ассимилировались с азербайджанцами, считают себя азербайджанцами,  хотя сохраняют и свой талышский язык; школьное преподавание с 1939 г. ведется на азербайджанском языке. В горах же сохраняют свою национальную обособленность, азербайджанский язык понимают не все.
Рональд Уиксман пишет: «Талыши были ассимилированы азербайджанскими тюрками, мигрировавшими в эту область. Талыши СССР были почти полностью ассимилированы азербайджанцами (аналогичный процесс происходил и у талышей северо-западного Ирана). Талышский относится к северо-западной группе иранских языков индоевропейской языковой семьи. В 1930-х годах были предприняты попытки создать талышский литературный язык (1932—1939), однако, вскоре был заброшен, и азербайджанский язык стал литературным языком талышей. В 1959 году 10 616 человек объявили талышский своим родным языком, хотя ни один талыш не был указан в качестве отдельной этнической группы. В 1926 году 80 629 человек числились носителями талышского языка (только 77 323 человека числились в том году как этнические талыши). Но в СССР на талышском говорят только пожилые талыши. Молодые говорят на азербайджанском и считают себя азербайджанцами. Талыши в первую очередь, мусульмане-сунниты по религии (со значительным шиитским меньшинством), хотя раньше они были широко распространены повсюду в иранском Азербайджане, остальные талыши проживают, в основном, на юго-востоке Азербайджана вдоль границы с Ираном».
По словам Сергея Павловича Толстова, «В Азербайджане ещё до Октябрьской революции начался процесс ассимиляции ираноязычных татов и талышей. Ныне эти народности почти окончательно слились с азербайджанцами, войдя таким образом в состав азербайджанской социалистической нации. По переписи 1926 г., талышей насчитывалось около 77 тыс. чел. Переписью 1959 г. талыши уже, как особая народность, в Азербайджане не отражены. Это, конечно, не значит, что азербайджанские талыши совершенно потеряли свои этнографические особенности, но несомненно, что в настоящее время они по своей культуре, языку и быту уже почти ничем не отличаются от азербайджанцев».
Гарданов В. К.: Влияние этнических процессов, прежде всего процесса естественной ассимиляции, на изменение этнического состава населения было ещё более значительным, чем в предыдущий период. Ассимиляция азербайджанцами народов шахдагской группы, татов, талышей и др. способствовала повышению абсолютной численности азербайджанцев и их долю во всем населении республики.

## Статистика
Согласно переписи 1897 года, в Российской империи проживало 35 219 талышей, а по данным переписи 1926 года в Азербайджанской ССР насчитывалось 77 039 талышей. С 1959 по 1989 год талыши не включались в какие-либо переписи в качестве отдельной этнической группы, но считались частью азербайджанцев, то есть тюрками, хотя талыши говорят на иранском языке.
В 1999 году азербайджанское правительство заявило, что в Азербайджане насчитывается лишь 76 800 талышей, но это считается ниже фактической численности, учитывая проблемы с регистрацией в качестве талышей. Некоторые утверждают, что численность талышей, населяющих южные регионы Азербайджана, — 500 000. Согласно Талышскому культурному центру в Ленкорани, в Масалле талышей 60 %, в Ленкорани только 2 деревни являются тюркскими, Астара полностью талышская, в Лерике так же тюркскими являются только 2 деревни.
Получение точных статистических данных затруднено из-за отсутствия достоверных источников, смешанных браков и падения знания талышского языка. Хотя талыши угнетены нищетой, безработицей, отсутствием базовой инфраструктуры, такой как электричество, у них высокий уровень рождаемости, и, таким образом, их доля в азербайджанском населении будет расти. Эти проблемы, объединённые со страхом перед репрессиями и представлениями о сговоре талышей с Арменией, во многом утверждают талышей в их этнической идентичности и национализме.

## Дискриминация талышей
Как отмечают Владимир Беликов и Леонид Крысин, Азербайджан взял курс на ассимиляцию всех национальных меньшинств, кроме армян, русских, евреев. Прекратили свое существование талышский и курдский национальные районы, были отменены публикации на этих языках. Талыши, которые составляли абсолютное большинство в Ленкоранском районе (в 1926 г. их было 77 тыс. Человек), не получив официального признания в начале 20-х гг. подверглись жесткой дискриминации. В 1926—1989 годах численность талышей в Азербайджане уменьшилась в три с половиной раза, а численность курдов более чем в два раза.
Камалудин Гаджиев в своих трудах отмечал о принудительной ассимиляции Азербайджаном нетюркских народов, в частности ираноязычных талышей. Александр Иванович Вдовин писал, что с молчаливого одобрения азербайджанского руководства в республике фактически проводилась политика этнической дискриминации национальных меньшинств — лезгин и талышей.
В 2019 году Совет Европы раскритиковал Азербайджан в нарушение прав этнических меньшинств, в частности нарушение прав лезгин и талышей.
Как указывает Владимир Михайлович Алпатов, «Если имевшие автономии абхазы и южные осетины могли как-то развивать свои языки (еще благополучнее была, как уже упоминалось, ситуация у каракалпаков), то мегрельцам и сванам в Грузии, талышам и лезгинам в Азербайджане, ягнобцам и памирским народам (несмотря на существование Горно-Бадахшанской АО) в Таджикистане просто отказывали в праве считаться отдельными народами и развивать свои языки; часть этих народов перестала отражаться в переписях».

## Лингвистические права
По данным доклада Европейской комиссии по борьбе с расизмом и нетерпимостью за 2007 год (ЕКРН): Языки национальных меньшинств, проживающих в Азербайджане, изучаются в государственных школах в регионах, где эти меньшинства проживают компактно. В общем, два часа в неделю отведены на преподавание языков меньшинств с первого по четвёртый класс. Помимо большого числа русских школ, особенно в столице, городе Баку, в Азербайджане есть также некоторые грузинские и еврейские школы. Комиссия отмечает, что азербайджанские власти в последнее время прилагают усилия в целях улучшения качества преподавания нескольких языков меньшинств, в том числе лезгинского и талышского. Они опубликовали учебники на этих языках для замены старых или зарубежных учебников, не отвечавшие необходимым требованиям. Однако, согласно ряду источников, учебники для изучения других языков меньшинств, таких, как татский и аварский все ещё непригодны. Кроме того,  слишком мало число преподавателей этих языков меньшинств, а учителя плохо обучены. Азербайджанские власти заявили, что Министерство образования принимает меры по улучшению ситуации в связи с этими вопросами.

## Ситуация в Азербайджане
По данным книги 1998 года «Языковые меньшинства Центральной и Восточной Европы»: В 1993 году была предпринята попытка официально восстановить латиницу; очень немногие выступали за арабскую письменность. Носители языков крызских и хиналугских, а также большинство цахуров двуязычны и, как правило, ассимилируются с азербайджанцами. То же самое можно сказать и о носителях татского языка, и несколько в меньшей степени, относительно талышей. По крайней мере, нет никакого официального признания, преподавания и публикаций на этих языках в любой форме. Лезгины в Азербайджане очень решительно борются за своё языковое возрождение, но с небольшим успехом. В целом существует сложившаяся политика насильственной ассимиляции всех меньшинств, в том числе талышей, татов, курдов и лезгин. Существует небольшое или вовсе никакого сопротивления ассимиляции со стороны крызов, хиналугов, цахуров или татов, и не так особо сильное сопротивление со стороны талышей. Налицо отчаянные усилия сопротивления со стороны удинов, упорное сопротивление со стороны курдов, и чрезвычайно активная борьба со стороны лезгин, которые хотят выделить населённые лезгинами районы из Дагестана и Азербайджана с целью создания автономной республики с лезгинским как государственным языком.
Согласно сайту ОНН, как и многие другие меньшинства в Азербайджане, жители Талыша подвергаются агрессивным попыткам ассимиляции — талышский язык не имеет формального образования, а чтение и говорение на этом языке не приветствуются властями. Вместо этого талышам рекомендуется использовать азербайджанский или персидский язык в официальных ситуациях. Таким образом, количество молодых людей, обучающихся на талышском языке, сокращается, поскольку этот язык в настоящее время классифицируется ЮНЕСКО как «уязвимый». Это представляет собой серьёзную угрозу культурной целостности талышей.
Российский этнолог Валерий Тишков утверждает, что Азербайджан является одним из крупнейших ассимиляторов среди бывших советских республик, два другие — Грузия и Узбекистан. Согласно аналитику «Радио Свобода» Лиз Фуллер, несколько представителей национальных меньшинств Азербайджана (таких, как Магомед Гусейнов из аварского национального совета) выразили озабоченность по поводу принудительной ассимиляции и этнической чистки, с тем чтобы обеспечить преобладание азербайджанских тюрок в стране над лезгинами, аварцами, талышами, татами, курдами и другими меньшинствами.
Андрей Арешев, эксперт Института востоковедения РАН, отмечает, что внутренняя политика азербайджанского руководства, направленная на ассимиляцию национальных меньшинств (принадлежащих к народам Кавказа и Ирана, в частности лезгины или талыши) создает условия для внутриполитической дестабилизации на национальной почве.
В 2003 году приказом Министерства образования Азербайджана были утверждены учебные программы для 1—4-го классов средней школы по нескольким языкам народов Азербайджана, в том числе и по талышскому. Фактически же уроки талышского языка в школах так и не появились.
Согласно некоторым сообщениям, было несколько жалоб по поводу этнических волнений в Азербайджане из-за ассимиляционной политики со стороны правительства и его отношения к национальным меньшинствам, среди прочих — аварцев, талышей, курдов и татов.
Нередко талышские публицисты и политические активисты употребляют термины «этноцид» — «мирный геноцид, призванный бескровно уничтожить коренные народы», «культурный геноцид». Исторические подавление идентичности и неспособности практиковать свою культуру и язык привили талышам самоцензуру. Это затрудняет оценку поддержки любого рода талышского движения. Согласно Хема Котеча, многие талыши опасаются, что их сочтут связанными с сепаратистской Талыш-Муганской Автономной Республикой, Россией или Арменией, если они выступят открыто и попытаются говорить о своих убеждениях в общественной сфере. Один случай нынешних репрессий, когда школа в Лерике хотела пригласить поэта из Ленкорани на встречу с детьми: директору было сказано, что он в таком случае будет уволен. Страх перед полицией — ещё одна причина этого молчания, хотя тому способствуют также поддержка светской демократии и общие азербайджанско-талышские чувства в отношении Нагорного Карабаха.
Международные организации, такие как Washington Profile, Организация непредставленных наций и народностей и Радио Свободная Европа / Радио Свобода, выразили обеспокоенность в связи с арестом Новрузали Мамедова, председателя Талышского культурного центра и главного редактора газеты "Толыши садо". Он был арестован и приговорен к 10 годам лишения свободы по обвинению в государственной измене после того, как его газета опубликовала статьи, в которых утверждалось, что поэт Низами и лидер антиарабского восстания Бабак Хоррамдин были талышами (а не азербайджанцами, как официально считается в Азербайджане).